# Meigs megye (Tennessee)
Meigs megye az Amerikai Egyesült Államokban, azon belül Tennessee államban található. Megyeszékhelye és legnagyobb városa Decatur. Lakosainak száma 12 758 fő (2020. április 1.). Meigs megye Roane, Bradley, McMinn, Hamilton és Rhea megyékkel határos.

## Népesség
A megye népességének változása:
| Lakosok száma | 11 778 | 11 657 | 11 691 | 11 649 | 11 830 | 12 758 |
|               | 2010   | 2011   | 2012   | 2013   | 2015   | 2020   |